# International Food Policy Research Institute

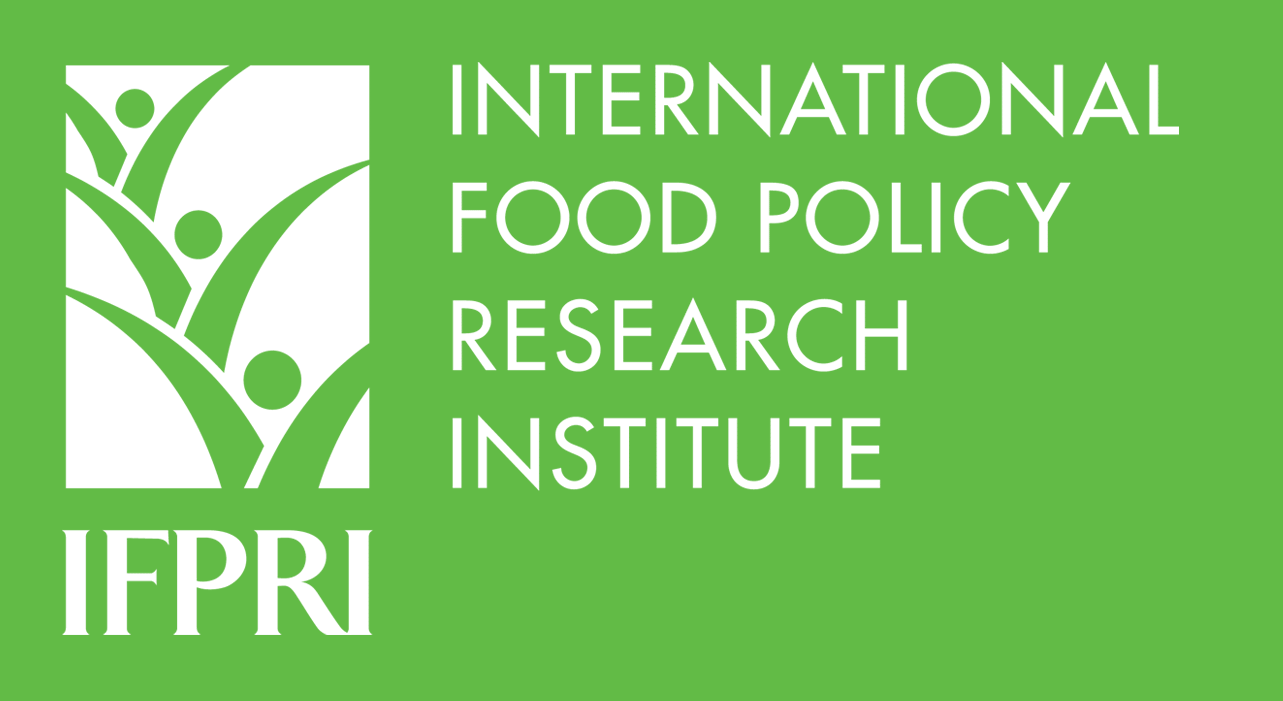
Logo des IFPRI

Das International Food Policy Research Institute (IFPRI) ist ein 1975 gegründetes Forschungsinstitut im Bereich der Entwicklungspolitik mit Hauptsitz in Washington, D.C. Es entwickelt strategische Lösungsansätze, um in Entwicklungsländern die Armut zu reduzieren, die Ernährung und Gesundheit der Menschen nachhaltig zu verbessern und landwirtschaftliches Wachstum umweltverträglich zu fördern. Das Institut wird in erster Linie durch öffentliche Gelder und private Stiftungen finanziert und gehört zu den 15 internationalen Forschungseinrichtungen, die von der  Beratungsgruppe für Internationale Agrarforschung unterstützt werden. Das Institut beschäftigt nach eigener Aussage mehr als 600 Mitarbeitern in über 50 Ländern.
Der Generaldirektor ist Johan Swinnen, Vorgänger waren bspw. Shenggen Fan und der deutsche Agrarwissenschaftler Joachim von Braun.